# علم البوسنة والهرسك
علم البوسنة والهرسك يحتوي على مستطيل أزرق عمودي بجانب لون مستطيل أخر يحتوي على لونان أصفر وأزرق تتخله سبعة نجوم كاملة زائدً نجم مقسوم إلى نصفين، نصفه الأعلى في أسفل العلم ونصفه الأسفل في أعلى العلم، والنجوم بجوار وتر المثلث الأصفر.
العلم يدل على ثلاثة أشياء : البوسنيون والكروات والصرب. وهي الثلاثة أعراق في البلاد. ومن المحتمل أن يكون تصميم العلم ممثلاً لخريطة البلاد التي تشبه المثلث إلى حدٍ ما، أو تشبه القلب مثلما يسميها البعض («أمة شكل القلب»). النجوم تمثل أوروبا، وتعني اللانهاية في الأرقام وهكذا تشق الطريق من الأعلى إلى الأسفل. أما عن الألوان فهي تعكس الطبيعة والمحبة والسلام للبلد - الأبيض والأزرق والأصفر. ومن المحتمل أن يكون اللون الأصفر والأزرق مشتق من علم الإتحاد الأوروبي، ونفس الألوان قد أشتهر فيها البوسنيون الأوائل.

## التاريخ

### مملكة البوسنة من 1377 حتى 1463
استند علم مملكة البوسنة على شعار نبالة سلالة كوترومانيتش البوسنية. كان علم البوسنة في العصور الوسطى أبيض اللون مع شعار النبالة الخاص بسلالة كوترومانيتش في المنتصف والذي يتألف من درع أزرق مع ستة زهور ذهبية معروضة حول خط أبيض مائل.

الراية الملكية لمملكة البوسنة

### علم غرب الهرسك 1760
استخدم علم الأخضر مع هلال أبيض ونجمة تشير إلى اليسار من قبل الملاك البوسنيين في الأجزاء الحدودية في جنوب وغرب الهرسك. كان العلم أكثر استخدامًا في الحروب. ويختلف عن العلم العثماني من حيث الحجم واتجاه الهلال.

علم غرب الهرسك، 1760

### علم الثورة البوسنية في 1830
في ثلاثينيات القرن التاسع عشر، استخدم حقل الأخضر يتوسطه هلال ونجمة صفراء. كان هدف الثورة أن تحصل البوسنة على حكم ذاتي عن الإمبراطورية العثمانية .

علم الثورة البوسنية، 1831

### الحكم النمساوي المجري
عندما ضمت الإمبراطورية النمساوية المجرية البوسنة والهرسك، غيير العلم. استخدمت مقاطعة البوسنة علمًا باللون الأحمر والأصفر أفقيًا ، لكن مقاطعة الهرسك استخدمت نفس العلم ولكن بألوان معكوسة (الأصفر والأحمر).

علم مجمع البوسنة والهرسك أثناء الإدارة النمساوية المجرية (كانت الدولة رسميًا تحت سيادة الدولة العثمانية) (1878-1908)
علم البوسنة بعد الضم النمساوي المجري (1878–1908)
علم البوسنة بعد الضم النمساوي المجري (1908)
علم الهرسك بعد الضم النمساوي المجري (1878-1918)
علم البوسنة بعد الضم النمساوي المجري (1908-1918)

### يوغوسلافيا الفيدرالية الديمقراطية (1942-1946)
بعد الحرب العالمية الثانية ، في عام 1945، أصبح علم النجمة الحمراء رسميًا. وأعطي شكله النهائي عن طريق تكبير النجم وإضافة حد أصفر ضيق. كان العلم عادة مصحوبًا على المباني الرسمية بعلم الجمهورية الفيدرالية وعلم رابطة الشيوعيين في يوغوسلافيا . لهذا السبب، لا تزال العديد من المباني في البوسنة والهرسك السابقة تحمل علمًا ثلاثي الأقطاب.

علم البوسنة - أنصار هرتسغوفين أثناء الحرب العالمية الثانية (27 تشرين الثاني / نوفمبر 1943)
علم يوغوسلافيا الفيدرالية الديمقراطية خلال الحرب العالمية الثانية (1943-1946)
علم أنصار يوغوسلافيا خلال الحرب العالمية الثانية (16 ديسمبر 1942)

### الفترة اليوغوسلافية (1946-1992)
بينما كانت جمهورية البوسنة والهرسك الاشتراكية داخل يوغوسلافيا الشيوعية، استخدمت علم مكون من حقل أحمر مع العلم اليوغوسلافي في الكانتون.

أول علم مقترح لجمهورية البوسنة والهرسك الشعبية (15 نوفمبر 1946). كانت هذه النسخة مشابهة جدًا للعلم اليوغوسلافي (1945-1992)
علم مقترح لجمهورية البوسنة والهرسك الشعبية (1947)
علم جمهورية البوسنة والهرسك (31 ديسمبر 1946 - 6 أبريل 1992)

### جمهورية البوسنة والهرسك المستقلة (1992-1998)

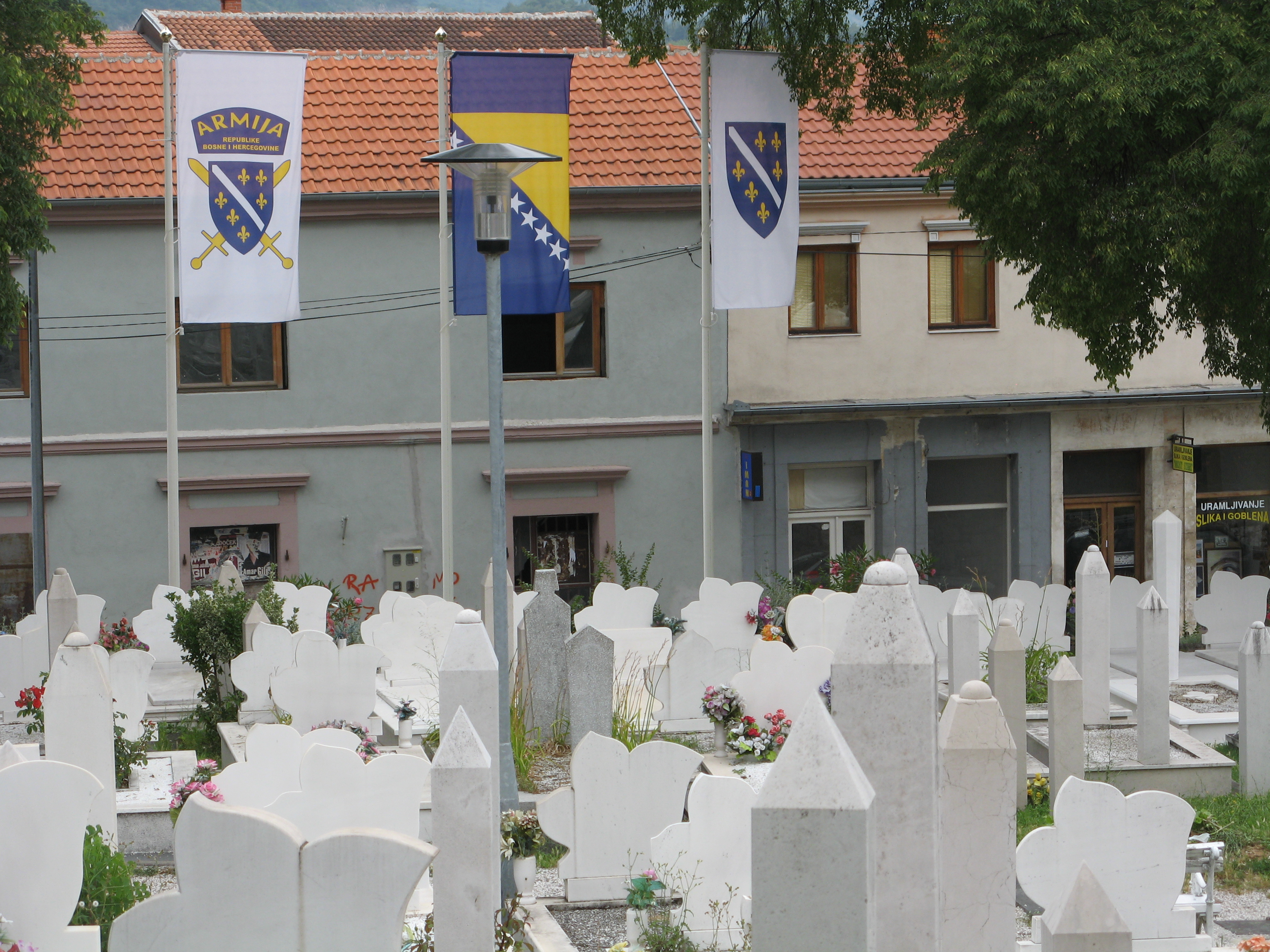
مقبرة في موستار يرفع فيها علم جيش جمهورية البوسنة والهرسك (يسار) وعلم البوسنة والهرسك وعلم جمهورية البوسنة والهرسك

في 3 آذار/مارس 1992، أعلنت البوسنة والهرسك استقلالها عن يوغوسلافيا . في البداية ، استمرت جمهورية البوسنة والهرسك المستقلة حديثًا في استخدام علم جمهورية البوسنة والهرسك الاشتراكية حتى اُعتمد علم جديد في 20 مايو 1992. وكان العلم الذي اختير شبيه بعلم سلالة كوترومانيتش، الذين حكموا البوسنة والهرسك ودالماسيا من عام 1377 حتى عام 1463، يتكون من درع أزرق مع ستة زنابق ذهبية. العلم الذي اختير في عام 1992 له خلفية بيضاء مع الزنبق البوسني في الوسط. على الرغم من أنه لم يعد علمًا رسميًا للدولة، إلا أنه لا يزال يستخدم العلم بشكل غير رسمي من قبل المدنيين البوسنيين كنوع من العلم العرقي، في مباريات كرة القدم وغيرها من الأحداث المماثلة.

علم جمهورية البوسنة والهرسك (3 مارس 1992 - 20 مايو 1992)
علم جمهورية البوسنة والهرسك  (20 مايو 1992 - 3 فبراير 1998)

### البوسنة والهرسك بعد اتفاقية دايتون
اعتبر صرب البوسنة الذين عاشوا في البوسنة والهرسك بعد توقيع اتفاقية دايتون أن العلم الذي يحتوي على زهرة الزنبق البوسنية يمثل فقط البوشناق (أي مسلمي البوسنة). تغير العلم إلى العلم الحالي. قُدم العلم الحالي من قبل الممثل السامي للأمم المتحدة بعد أن تعذر على برلمان البوسنة والهرسك اتخاذ قرار بشأن حل مقبول لجميع الأطراف. بصرف النظر عن الألوان لا يحتوي العلم الحالي على أي إشارات تاريخية من الدولة البوسنية. نادرًا ما يُرى العلم في جمهورية صرب البوسنة،  التي يفضل سكانها رفع العلم الإقليمي لهذا الكيان أو العلم الوطني الصربي بدلاً من ذلك. يكره بعض البوسنيين العلم، مفضلين العلم الوطني البوسني السابق المستخدم من 1992 إلى 1998 (والذي لا يزال يستخدمه بعض البوسنيين كنوع من العلم العرقي )، أو علم الحقبة الاشتراكية السابقة بدلا من العلم اليوغوسلافي.

علم البوسنة والهرسك (4 فبراير 1998 - الآن)

## الألوان
الألوان الرسمية للعلم هي:
| اللون | بانتون        | النموذج اللوني سيان ماجنتا أصفر أسود | النموذج اللوني أحمر أخضر أزرق | ستة عشري |
| ----- | ------------- | ------------------------------------ | ----------------------------- | -------- |
| أزرق  | Reflex Blue C | 100, 87, 0, 20                       | 0, 20, 137                    | #001489  |
| أصفر  | 116 C         | 0, 10, 98, 0                         | 255, 205, 0                   | #FFCD00  |

## الأعلام المقترحة
كان العلم الأول الذي أقترح في المجموعة الأولى من المقترحات هو «النمط التشيكي» ، على غرار علم التشيك. كان القصد منه تمثيل الأعراق الثلاث التي تعيش في البوسنة والهرسك. كان الاقتراح التالي هو حقل اللون أزرق فاتح يتوسطه غصن قمح ذهبي. والثالث حقل أزرق فاتح بحدود خريطة البوسنة والهرسك.

العلم المقترح الأول في المجموعة الأولى
العلم المقترح الثاني في المجموعة الأولى
العلم المقترح الثالث في المجموعة الأولى

كانت المجموعة الثانية من المقترحات تحتوي أعلام تمثّل البوسنة والهرسك ككل. كان تصميم العلم الأول عبارة عن نمط ثلاثي الألوان مخطط قطريًا من الأحمر إلى الأبيض إلى الأزرق (ألوان مختلفة ولكن في نفس نمط علم جمهورية الكونغو ). في الوسط خريطة زرقاء للبوسنة والهرسك موضحة باللون الأصفر وحولها دائرة من 10 نجوم صفراء خماسية. العلم الثاني المقترح مشابهًا جدًا للأول باستثناء أنه يحتوي على 12 نجمة خماسية مثل علم الاتحاد الأوروبي. كان التصميم الثالث مختلفًا قليلاً عن التصميمين الأولين. أحتفظ بالشكل المائل ثلاثي الألوان، ولكن وُسع الشريط الأبيض القطري. في المنتصف خريطة صفراء للبوسنة والهرسك مُحددة باللون الأخضر وتحتها غصنا زيتون مثل الذي تستخدمه الأمم المتحدة في علمها. وفي التصميم الرابع الأخير استخدم نفس شعار التصميم الثالث، لكن بخطوط أفقية من الأزرق والأبيض والأحمر (من أعلى إلى أسفل)، على غرار علم يوغوسلافيا.

العلم المقترح الأول في المجموعة الثانية
العلم المقترح الثاني في المجموعة الثانية
العلم المقترح الثالث في المجموعة الثانية
العلم المقترح الرابع في المجموعة الثانية

علم ويستندورب الأول مماثل للعلم الوطني المعتمد، ولكن الفرق أنه بخلفية زرقاء فاتحة والتي تستخدمها الأمم المتحدة. العلم المقترح الثاني هو علم أزرق فاتح بشريطتين بيضاوتين وثلاث شرائط ذهبية متداخلة لتكون مستطيلاً بالمنتصف. الألوان بالتبادل الأصفر والأبيض. والثالث حقل لونه أزرق فاتح كالذي تستخدمه الأمم المتحدة بخمس شرائط بيضاء وخمس شرائط ذهبية متداخلة لتكون مثلثًا بالمنتصف.

العلم المقترح الأول في المجموعة الثالثة
العلم المقترح الثاني في المجموعة الثالثة
العلم المقترح الثالث في المجموعة الثالثة

أستخدم علم ويستندورب الأول ليكون العلم الرسمي. ولكن غيرت درجة لون اللون الأزرق إلى الأزرق الداكن، إشارة إلى علم الاتحاد الأوروبي.

## أعلام التقسيمات الإدارية

### كيانات البوسنة والهرسك
- علم اتحاد البوسنة والهرسك (5 نوفمبر 1996 – 14 يوليو 2007)
- علم جمهورية صرب البوسنة (6 أبريل 1992 – الآن)

## اقرأ أيضا
- قائمة أعلام البوسنة والهرسك
- شعار البوسنة والهرسك
- علم جمهورية صرب البوسنة
- اتحاد البوسنة والهرسك

## وصلات خارجية
- أعلام العالم